# Павленко, Анатолий Павлович
Анато́лий Па́влович Павле́нко (род. 1947, Ленинград) — советский футболист, полузащитник.

## Биография
Воспитанник СК «Кировец». С 1967 года — в составе команды класса «Б» «Нева». В 1968 году перешёл в ленинградский «Зенит», в составе которого провёл один матч — 12 октября в домашнем матче 32 тура против куйбышевских «Крыльев Советов» (3:0) на 74-й минуте заменил Рауфа Юмакулова.
Обучался в университете имени П. Ф. Лесгафта.